# 湖广都指挥使司
湖广都指挥使司，明朝十六个都指挥使司之一。
洪武三年（1370年）十二月置武昌都卫。治武昌府。洪武八年（1375年）十月改都卫为湖广都指挥使司。洪武九年（1376年）六月改湖广行中书省为湖广承宣布政使司。湖广都指挥使司属于前军都督府。

## 下辖卫所
- 武昌卫、武昌左卫、黄州卫、永州卫、岳州卫、蕲州卫、施州卫、长沙护卫（革）、辰州卫、安陆卫（后属行都司，改承天卫）
- 襄阳卫、襄阳护卫（后俱属行都司）
- 常德卫、沅州卫、宝庆卫、沔阳卫（后属兴都留守司）、长沙卫、茶陵卫、衡州卫、瞿塘卫（后属行都司）、镇远卫、平溪卫、清浪卫、偏桥卫、五开卫、九溪卫、荆州左护卫（后为荆州左卫，属行都司，改显陵卫）、荆州中护卫（革）、靖州卫、永定卫、郴州千户所、夷陵千户所（后属行都司）、桂阳千户所、德安千户所（后改属兴都留守司）、忠州千户所（后属行都司）、安福千户所、道州千户所（革）、大庸千户所、西平千户所、革麻寮千户所、枝江千户所（后属行都司）、武冈千户所、崇山千户所（革）、长宁千户所（后属行都司）
- 武昌左、右、中三护卫，左改东昌卫，右改徐州左卫，中改武昌护卫。

后来改制：
- 旧有武昌右千户所，革。
- 武昌卫、武昌左卫、黄州卫、永州卫、岳州卫、蕲州卫、施州卫、辰州卫、常德卫、沅州卫、宝庆卫、沔阳卫、长沙卫、衡州卫、茶陵卫、镇远卫、偏桥卫、清浪卫（已上三卫在贵州境）、平溪卫、五开卫、九溪卫、靖州卫、永定卫、宁远卫，
- 已下添设：铜鼓卫、武昌护卫、襄阳护卫、郴州千户所、麻寮千户所、添平千户所、安福千户所、忠州千户所（在四川境）、大庸千户所、桂阳千户所、武冈千户所、澧州千户所、宁溪千户所、常宁千户所、镇溪千户所、桃川千户所、枇杷千户所、锦田千户所、宁远千户所、江华千户所、城步千户所、天柱千户所、汶溪千户所、宜章千户所、广安千户所、大田千户所、黎平千户所、中潮千户所、新化千户所、新化亮寨千户所、隆里千户所（已上五所在贵州境）、平茶千户所、平茶屯千户所、铜鼓千户所、楚府仪卫司、荆府仪卫司、雍府仪卫司、荣府仪卫司、岷府仪卫司、吉府仪卫司、荆府群牧所、雍府群牧所、荣府群牧所、吉府群牧所